# Алан Шепард
Алан Бартлет Шепард молодший (англ. Alan Bartlett Shepard, Jr.; 18 листопада 1923, Деррі, Нью-Гемпшир, США — 21 липня 1998, Пеббл-Біч округ Монтерей, Каліфорнія, США) — американський астронавт, контрадмірал ВМС США. Перший американець, що виконав суборбітальний космічний політ. Другий космічний політ Шепард виконав командиром космічного корабля «Аполлон-14», посадковний модуль якого зробив посадку на поверхню Місяця.
5 травня 1961 року ракета «Редстоун 3» вивела космічний корабель-капсулу «Меркурій-3» («Фрідом 7») на балістичну траєкторію суборбітального польоту. Капсула з Аланом Шепардом на борту досягла висоти приблизно в 186,5 кілометрів і зробила посадку у водах Атлантичного ракетного полігону США за 486 кілометрів від точки старту.
З 31 січня по 9 лютого 1971 року Алан Шепард виконав свій другий космічний політ командиром «Аполлона-14», який став третьою успішною американською експедицією на Місяць.

## Освіта
- 1941 — закінчив морський коледж Академія адмірала Фаррагута (англ. Admiral Farragut Academy).
- 1944 — отримав диплом бакалавра природних наук у Військово-морській академії США в Аннаполісі.
- 1962 — удостоєний звання магістра мистецтв в Дартмутському коледжу.
- 1971 — здобув ступінь доктора природних наук в Університеті Маямі (англ. Miami University) (Оксфорд, Огайо)
- 1972 — ступінь доктора гуманітарних наук від коледжу Франкліна Пірса (англ. Franklin Pierce College).

Крім того, у 1951 році Алан Шепард проходив навчання в школі морських льотчиків-випробувачів на авіабазі Патуксент Рівер, а у 1957 році закінчив військово-морський коледж в Ньюпорті, штату Род-Айленд.

## Кар'єра льотчика-випробувача ВМС

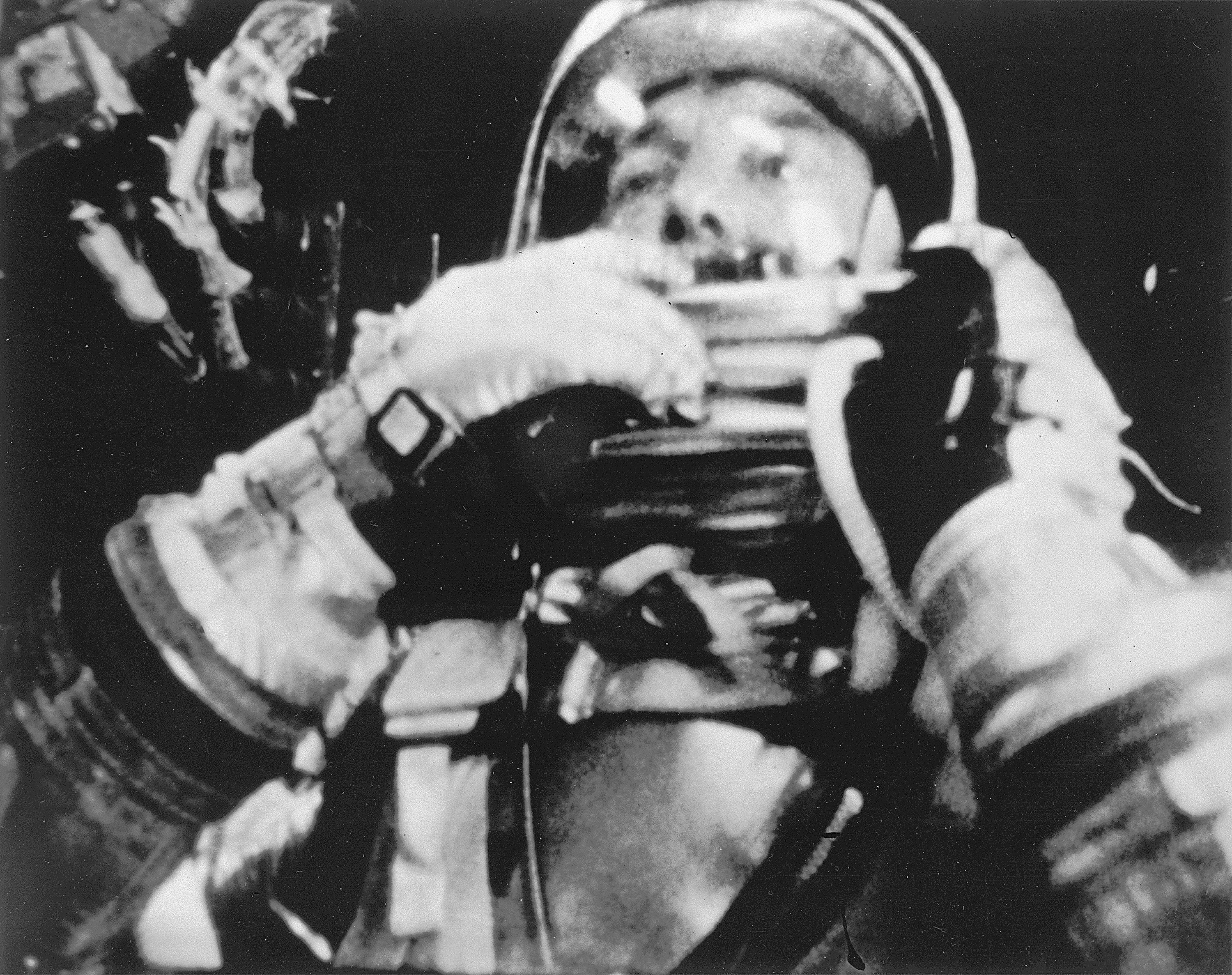
Шепард на борту космічного корабля «Меркурій-3»

У 1944 році, після закінчення Військово-морської академії США в Аннаполісі Алан Шепард став офіцером ВМС. Його першим призначенням був есмінець «Когсвелл», що служив в роки Другої світової війни в акваторії Тихого океану. Після закінчення війни Шепард почав навчатися фаху військово-морського льотчика, спочатку в містечку Корпус-Крісті штату Техас, а потім у Пенсаколі штату Флорида. Звання льотчика йому було присвоєно у 1947 році. У цій якості Шепард проходив службу у складі 42-ї винищувальної ескадрильї в Норфолці, штат Вірджинія та Джексонвіллі штату Флорида. Він кілька разів служив на борту авіаносців, що були розгорнуті в районі Середземного моря.
У 1950 році Шепард вступив до Школи морських льотчиків-випробувачів на авіабазі Патуксент-Рівер в штаті Меріленд. Після її закінчення брав участь у льотних випробуваннях і роботах з отримання даних про освітленість і структури повітряних мас над територією Північної Америки, а також в експериментах із розробки системи заправки в повітрі для американських ВМС. Шепард брав участь у випробуваннях реактивного палубного винищувача McDonnell F2H Banshee і першої американської кутової злітної смуги авіаносця. Після свого призначення операційним офіцером у 193-ю винищувальну ескадрилью, що була підрозділом нічних винищувачів, у Моффет-Філді, штат Каліфорнія Алан Шепард здійснив два походи у західну частину Тихого океану на борту авіаносця «Оріскані».
Повторно повернувшись в Патуксент, Шепард активно брав участь у льотних випробуваннях палубних винищувачів McDonnell F3H Demon, Vought F-8 Crusader, Douglas F4D Skyray, Grumman F-11 Tiger. Він був призначений пілотом-випробувачем створюваного всепогодного палубного винищувача Douglas F5D Skylancer. П'ять місяців Шепард служив інструктором школи льотчиків-випробувачів. Пізніше — вступив до військово-морського коледжу в Ньюпорті, штату Род-Айленд, по закінченні якого у 1957 році був призначений в штаб командувача Атлантичного флоту як офіцер готовності літаків.
Алан Шепард мав «наліт» більше 8000 годин, з них 3700 — на реактивних літаках.

## Кар'єра астронавта
Шепард був одним із семи астронавтів відібраних НАСА у квітні 1959 року для польотів на кораблях «Меркурій». Найвищий професіоналізм й інші якості не тільки дозволили йому стати першим американським астронавтом. Він був єдиним з астронавтів програми «Меркурій», що ступив на поверхню Місяця.
5 травня 1961 року ракета-носій «Редстоун 3» вивела космічний корабель-капсулу Меркурій-3 («Фрідом 7») на балістичну траєкторію суборбітального польоту. Капсула досягла висоти приблизно в 186,5 кілометрів і зробила посадку в воду Атлантичного ракетного полігону США за 486 кілометрів від точки старту. Хоча політ і був суборбітальний, Шепард, на відміну від Гагаріна (чий політ був повністю автоматичним) мав можливість керувати кораблем і зробив в невагомості успішне маневрування. В історію увійшли слова Шепарда, сказані перед стартом «Редстоуна»: — «Не спартач, Шепарде» (англ. Don't fuck up, Shepard...);
Після виконання польоту Шепард готувався як дублер Гордона Купера для польоту «Меркурій-Атлас 9». Наступним польотом Шепарда повинен був стати тридобовий політ «Меркурій-Атлас 10» («Фрідом 7-II»), призначений на жовтень 1963, однак 13 червня 1963 року він був скасований.
Після скасування польоту МА-10 Шепард був обраний командиром і пілотом для першого старту нового космічного корабля «Джеміні». Другим пілотом повинен був стати Томас Стаффорд. Алан розпочав тренування, але на початку 1964, лікарі виявили у нього хворобу Меньєра (хвороба вуха, може порушувати роботу вестибулярного апарату), що призвело до його усунення від польотів практично до кінця 1960-х років. Планованим екіпажем «Джеміні 3» стали Вірджил Гріссом та Джон Янг.
Після успішної операції і відновлення льотного статусу Шепард повернувся до активної підготовки до нових польотів.

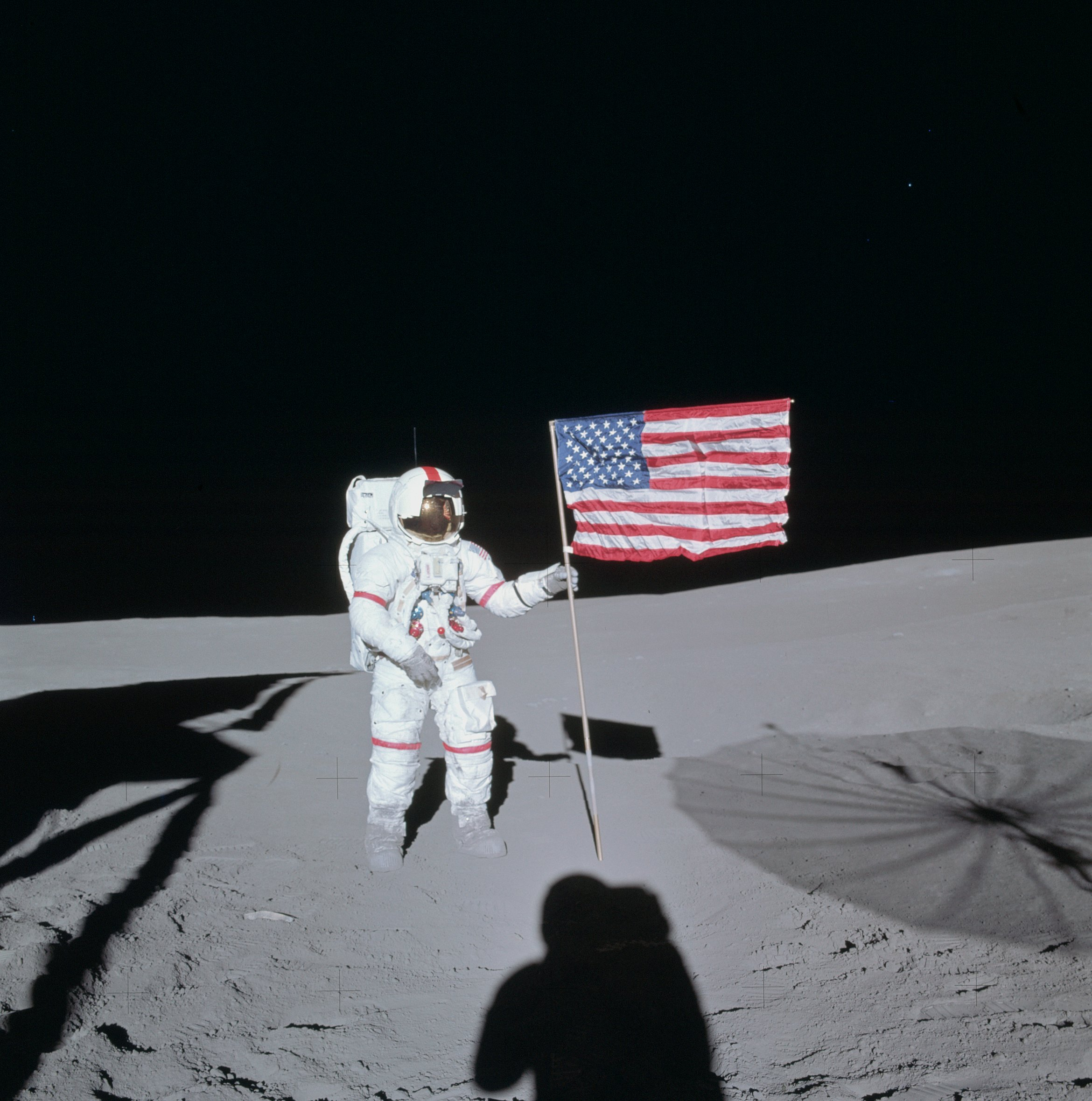
Алан Шепард на поверхні Місяця

У віці 47 років, будучи на той час найстарішим астронавтом НАСА, Алан Шепард виконав свій другий космічний політ як командир «Аполлона-14», який став третьою успішною американською експедицією на Місяць (31 січня — 9 лютого 1971 року).

## Пізні роки
1971 року Алан Шепард був делегатом Генеральної Асамблеї ООН.
У 1994 році спільно з двома журналістами він видав книгу «Moon Shot: The Inside Story of America's Race to the Moon» («Політ на Місяць: внутрішня історія американської місячної гонки»). Дікі Слейтона також зараховують до авторів цієї книги, але він помер раніше, ніж проєкт був закінчений і став автором тільки номінально. Цікаво, що у виданні книги 1994-го року розміщено колаж з декількох фотознімків, що показує Шепарда, що б'є на Місяці по м'ячу для гольфу (насправді цей епізод знімався тільки на телекамеру, і якість цього знімання значно гірша). За книгою був створений телевізійний мінісеріал в 1994 році.
Алан Шепард помер 21 липня 1998 року від лейкемії в госпіталі міста Пеббл-Біч (Каліфорнія). Через п'ять тижнів померла його дружина Луїза Шепард. Обидва були кремовані, і їх попіл був розвіяний над морем. У них було троє доньок і шестеро онуків.

## Нагороди
- Нагороджений золотими медалями НАСА «За видатні заслуги» і медаллю «За виняткові досягнення», Космічною медаллю пошани Конгресу, медаллю де Лаво і медаллю імені Ленглі. На його честь названо нове крило планетарію в місті Конкорд. На честь Шепарда названо корабель «New Shepard» приватної аерокосмічної компанії «Blue Origin» (США).

## Пам'ять
Вулиця Алана Шепарда у місті Дніпро